# Datakonsistens
Datakonsistens refererer til om den samme data, der opbevares flere steder, er ens eller ej. I tilfælde hvor den samme data bliver opbevaret flere steder kan det være relevant at definere en primær datakilde. Det kan også være nødvendigt med en datavalidering.
| Programmering | Spire Denne artikel om datalogi eller et datalogi-relateret emne er en spire som bør udbygges. Du er velkommen til at hjælpe Wikipedia ved at udvide den. |